# Cosmoscarta rhanis
Cosmoscarta rhanis är en insektsart som beskrevs av Gustav Breddin 1901. Cosmoscarta rhanis ingår i släktet Cosmoscarta och familjen spottstritar. Inga underarter finns listade i Catalogue of Life.